# Paul Nash
Paul Nash (Londra, 11 maggio 1889 – Boscombe, 11 luglio 1946) è stato un pittore britannico.
Già membro del London group e fratello di John Nash, fu litografo di guerra durante la prima guerra mondiale.
Nel 1933 fondò con altri il gruppo surrealista Unit One.

## Nella cultura di massa
Nel 2016 Dave McKean ha pubblicato "Black Dog: The Dreams of Paul Nash", una  biografia in formato di graphic novel pubblicata in Italia da "Edizioni Inkiostro".

## Galleria d'immagini

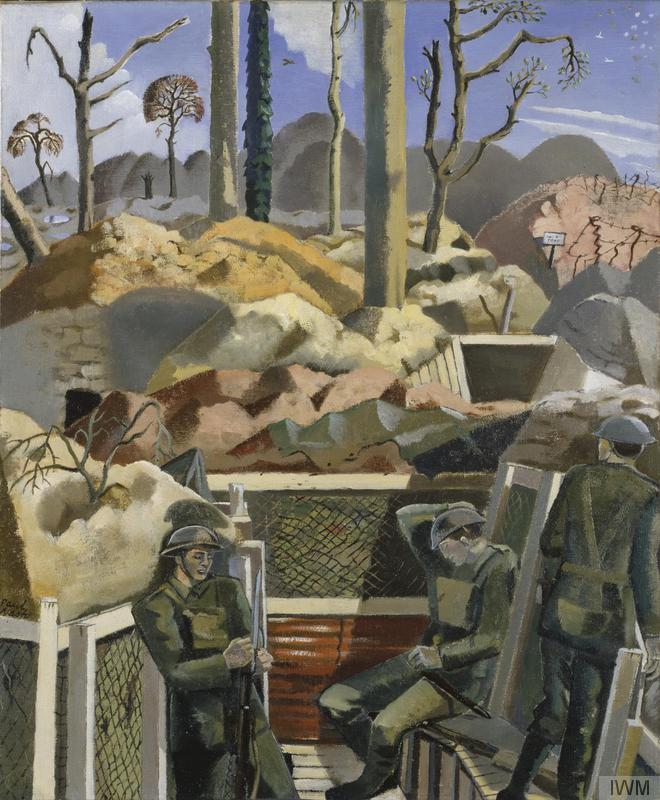
Primavera in trincea
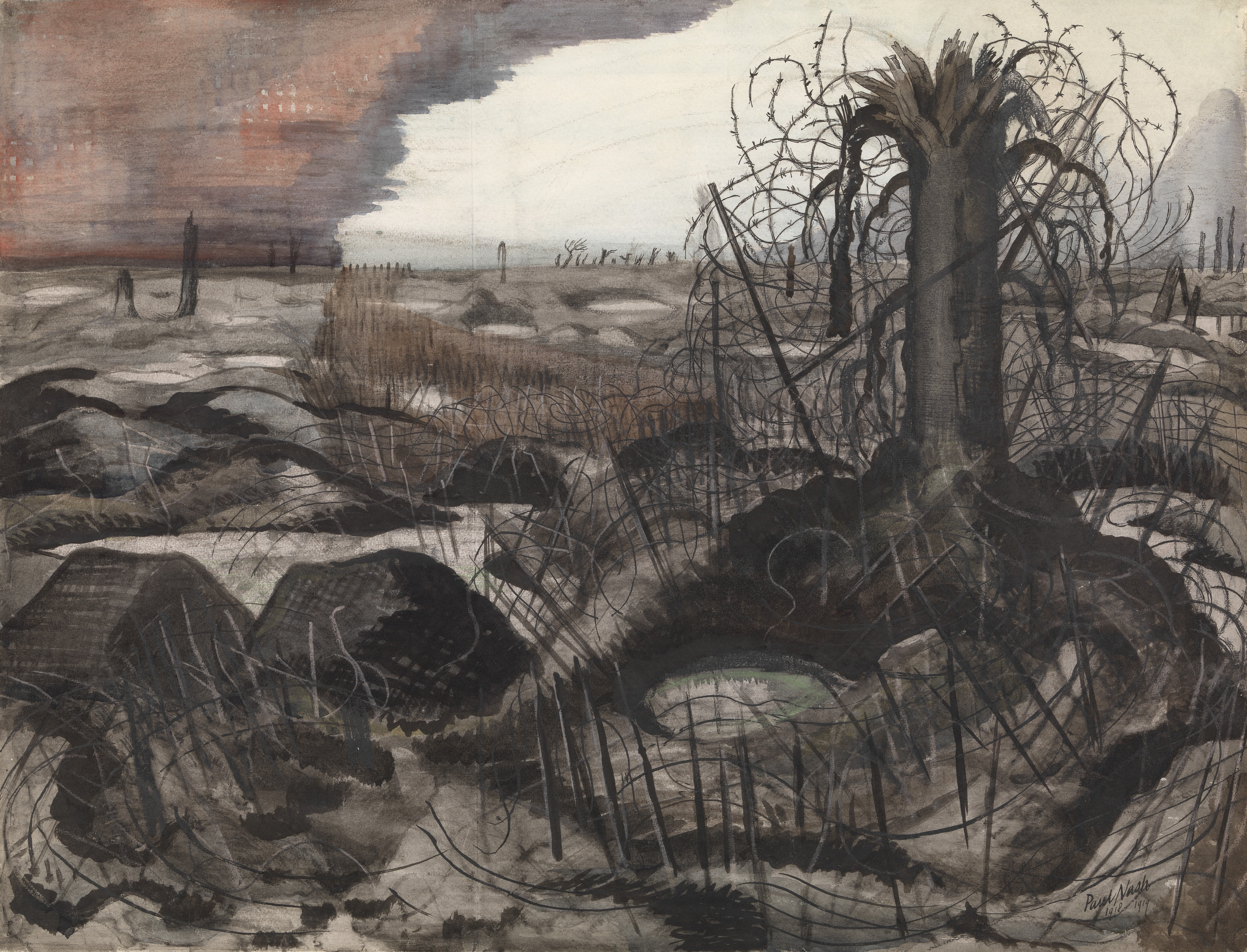
incompleto
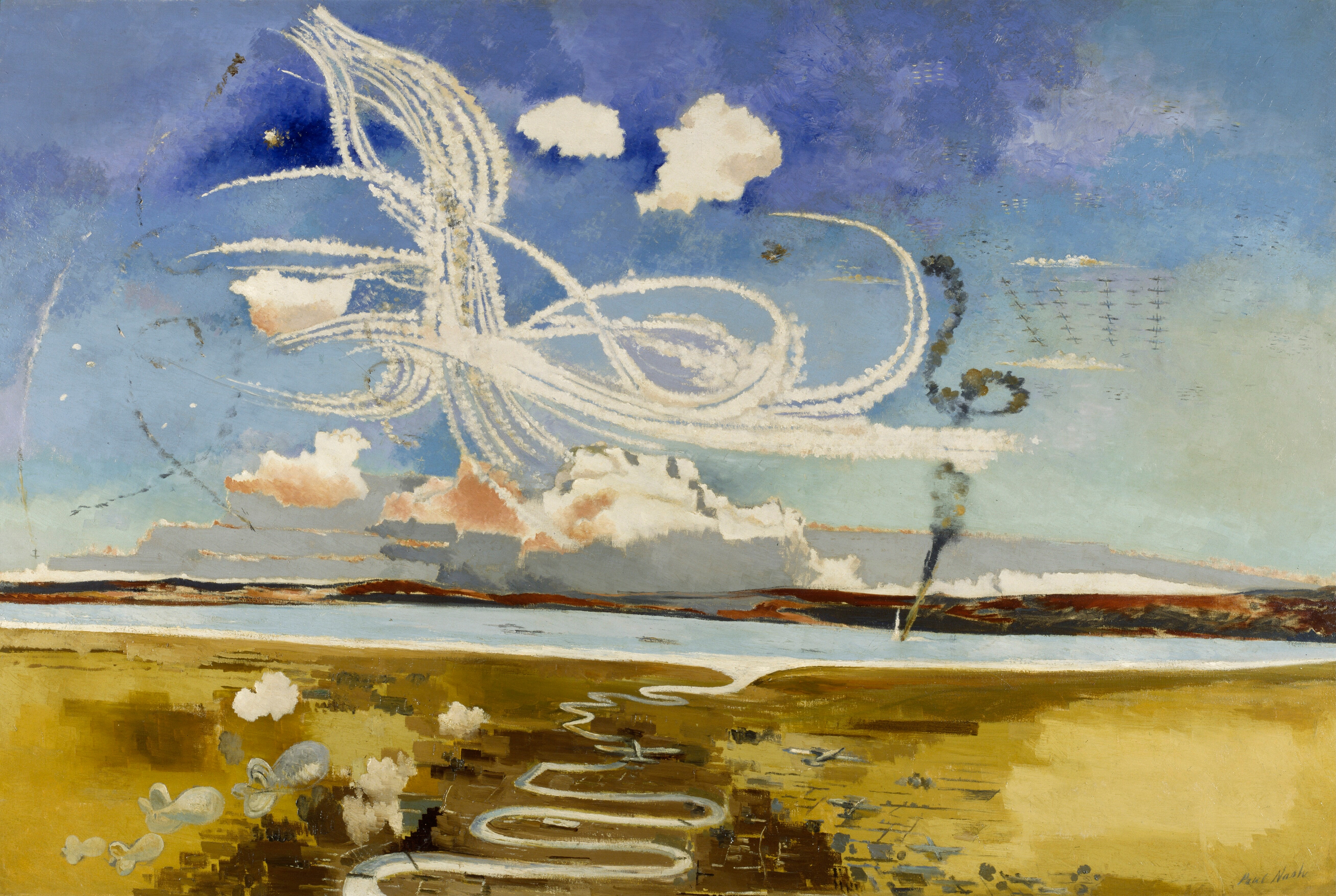
Battaglia di Bretagna
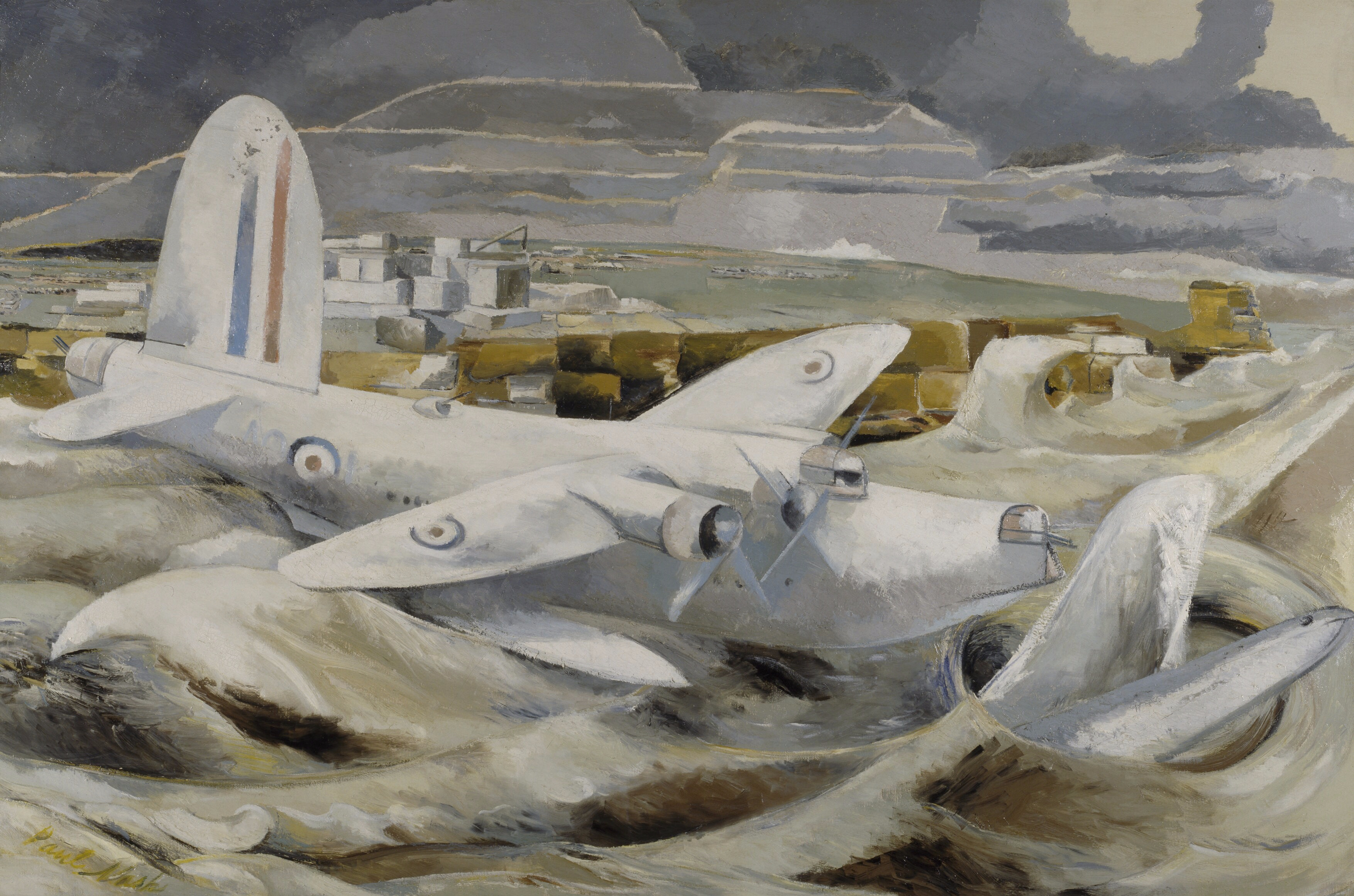
Difesa di Albione
Battaglia di Germania